# David Petraeus
David Howell Petraeus (Cornwall-on-Hudson, New York, 1952. november 7. –) amerikai tábornok, a CIA volt igazgatója.

## Élete
David Howell Petraeus 1952. november 7-én született az Egyesült Államokban, a New York állambeli Cornwall-on-Hudson városban. Anyja, Miriam, könyvtáros volt. Apja, Sixtus Petraeus, aki a második világháború kezdetén vándorolt be az USA-ba Hollandiából, kapitányként dolgozott teherszállító hajókon az Atlanti-óceánon.
A középiskola után Petraeus a West Point katonai akadémián tanult. Itt ismerkedett meg későbbi feleségével, Holly Knowltonnal, az akadémia parancsnokának, William Knowlton tábornoknak a lányával. Petraeus kiváló eredménnyel végzett 1974-ben. A következő évben megházasodott.
1982-83-ban a kansasi Fort Leavenworthben a fegyveres erők vezérkari főiskoláján tanult. Ezután két évig a Princetoni Egyetemen MA fokozatot szerzett a nemzetközi kapcsolatok szakon, majd visszatért a West Pointra, ahol doktori fokozatot szerzett, szintén nemzetközi kapcsolatokból. Doktori disszertációjának témája az irreguláris alakulatok elleni harc volt a vietnámi háborúban.
1991-ben súlyosan megsebesült, amikor egy hadgyakorlaton egy katona megbotlott, akaratlanul elsütötte a fegyverét, és mellkason találta Petraeust. Érdekesség, hogy a Petraeus életét megmentő műtétet Bill Frist későbbi szenátor és republikánus frakcióvezető végezte. 2001-ben újabb súlyos baleset érte, amikor egy rosszul sikerül ejtőernyős ugrás során medencecsonttörést szenvedett.
Az iraki háború során rendkívül gyorsan ívelt felfelé a karrierje. Az invázió idején a 101. légi szállítású hadosztály parancsnoka volt, először Bagdadban, később pedig Kurdisztánban. 2007-ben már az egész hadszíntér az ő parancsnoksága alatt állt. Petraeus nevéhez fűződik az a sikeres „surge” stratégia, amely a lakosság jóindulatának megnyerése mellett a katonai jelenlét ideiglenes de igen jelentős megnövelésére támaszkodva győzte le a gerillamódszerekkel küzdő felkelőket.
2008-ban Petraeus lett a Központi Parancsnokság vezetője. 2010-ben az afganisztáni hadszíntér parancsnoka lett. 2011 augusztusában leszerelt, és a CIA igazgatója lett. 2012 novemberében váratlanul lemondott, miután kiderült, hogy megcsalta a feleségét.

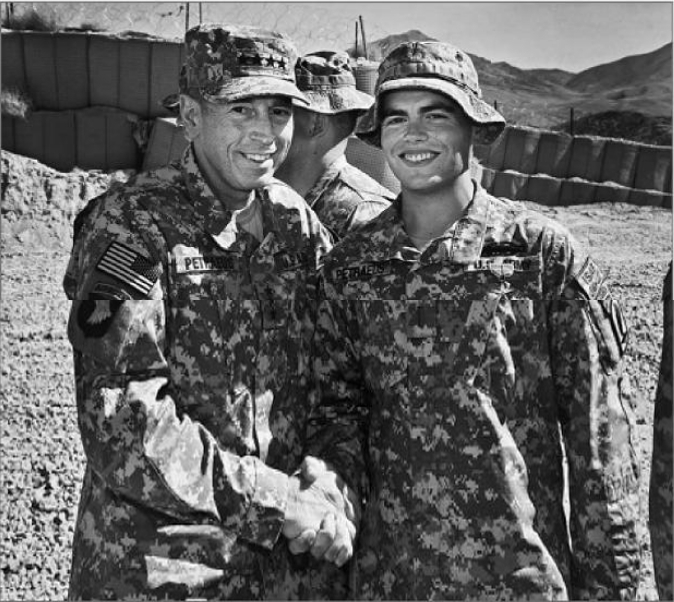
David Petraeus fiával Afganisztánban

## Családja
Felesége, Holly Petraeus a Pénzügyi Fogyasztóvédelmi Hivatal magas rangú tisztviselője: a katonák és veteránok fogyasztóvédelméért felelős igazgatóság vezetője. Két felnőtt gyermekük van: Anne és Stephen. Stephen Petraeus maga is katonatiszt. 2009-ben a tábornok egy kongresszusi meghallgatáson megemlítette, hogy fia kevéssel korábban tért vissza az afganisztáni szolgálatból.

## Katonai pályafutása

### 1970-es évek

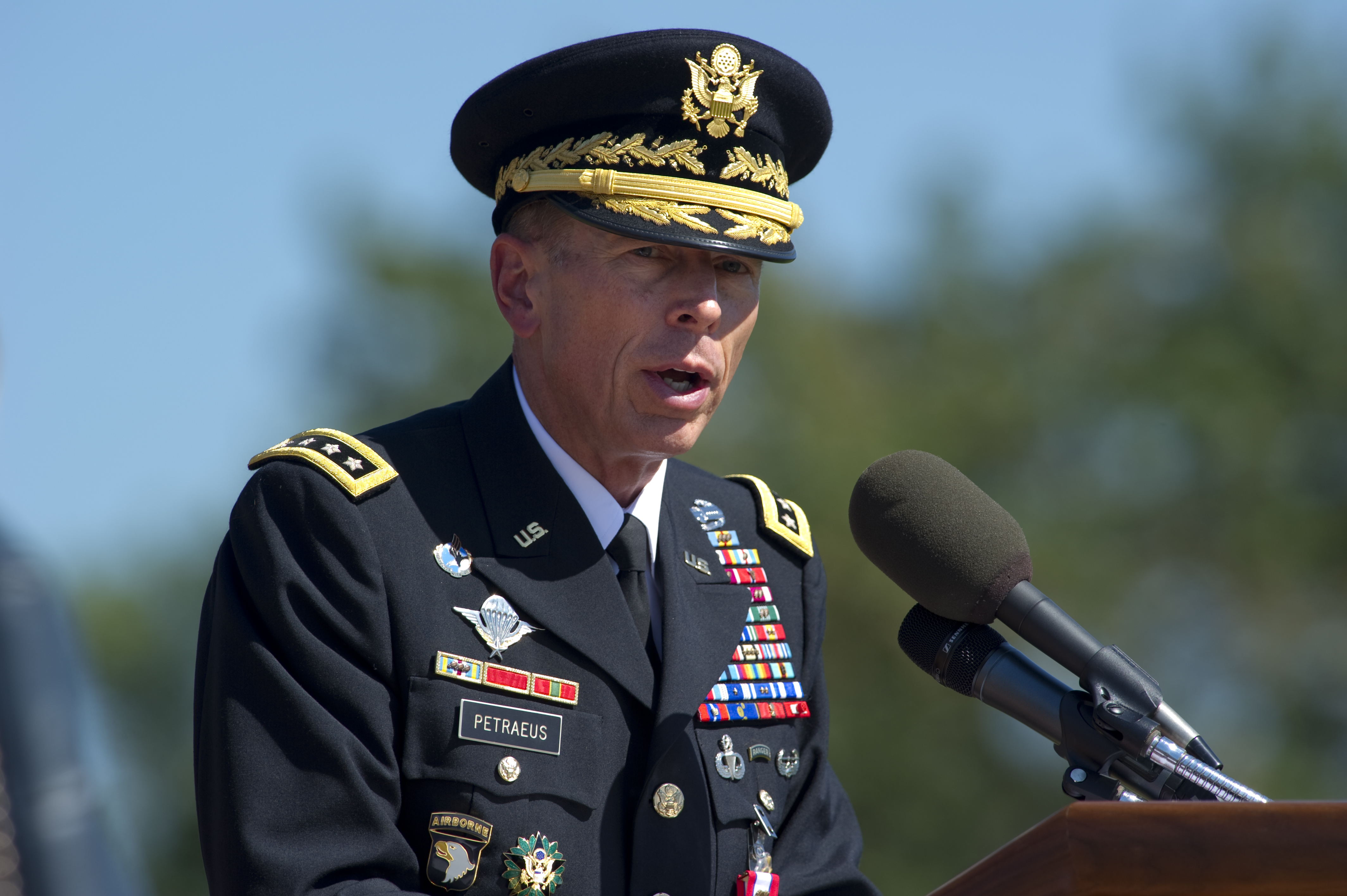
Petraeus a nyugalomba vonulása alkalmából rendezett búcsúztatón, 2011 augusztusában

Az akadémia elvégzése után 1974-ben gyalogsági elitkiképzést kapott a Ranger School-ban, majd az olaszországi Vicenzában állomásozó 509. légiszállítású gyalogezredhez vezényelték. Petraeus katonai pályafutását is a gyalogsági alakulatok jellemezték, amelyet csak időnként szakítottak meg vezérkari, gépesített lövész vagy oktatási intézménybe történő kinevezések. Az 509. ezred után az immár főhadnagy Petraeust Amerikába vezényelték, a Georgia állambeli Fort Stewart támaszponton állomásozó 24. gépesített lövészhadosztály 2. dandárjának törzséhez került. 1979-ben ugyanennél a hadosztálynál 19. gépesített lövészezred 2. zászlóaljában az Alpha század parancsnokának nevezték ki. Miután századossá léptették elő, a 2. zászlóalj törzsében hadműveleti tiszt lett.

### 1980-as évek
1981-ben Petraeus a 24. gépesített lövészhadosztály parancsnokának szárnysegédje lett. A rákövetkező években katonai és polgári tanulmányokat folytatott: 1982-83-ban a Kansas állambeli Fort Leavenworth-ben található vezérkari iskolára járt. 1983-ban évfolyamelsőként végzett és megnyerte a George C. Marshall-díjat. 1983-86 között a Princetoni Egyetem hallgatója volt, majd 1985-87 között visszatért West Pointra, ahol egy ideig tanított is. Doktori fokozatának megszerzése után Petraeus visszatért a hadsereghez: John Galvin tábornok, a Szövetséges Erők Európai Főparancsnoksága parancsnokának asszisztense lett. Ezt követte kinevezése a 3. gépesített lövészhadosztályhoz, ahol hadműveleti tiszt volt, majd pedig Washington, D.C.-be vezényelték, ahol az amerikai hadsereg vezérkari főnökének, Carl Vuono tábornoknak volt a szárnysegédje.

### 1990-es évek
Alezredesi előléptetése után Petraeus elhagyta a vezérkart és a Kentucky állambeli Fort Campbell-ben állomásozó 101. légi szállítású hadosztály 187. ejtőernyős gyalogezred 3. zászlóaljának parancsnoka lett 1991-93 között. Ekkor került sor élete egyik legdrámaibb eseményére: 1991-ben egy éleslövészet alkalmával egyik katonája megbotlott, M-16 típusú karabélya elsült és mellkason lőtte Petraeust. A Tennessee állambeli Nashville-ben található University Medical Centerbe szállították, ahol a későbbi szenátor, Bill Frist operálta. Néhány nappal az operáció után már olyan jól volt, hogy ötven fekvőtámaszt nyomott pihenés nélkül és elbocsátották a kórházból.
1993-94 között Petraeus a 101. hadosztály kiképzésért, tervezésért és hadműveletekért felelős helyettes vezérkari főnöke volt. 1995-ben kinevezték a haiti kormány megdöntésére irányuló puccs visszaverésére és a törvényes kormány helyreállítására irányuló ENSZ-hadművelet (Operation Uphold Democracy) vezérkarához hadműveleti tisztnek. 1995-9 között a 82. légi szállítású hadosztály 1. dandárjának volt parancsnoka. Ebben az időszakban írt alakulatának kiképzéséről Tom Clancy az Airborne című könyvében. 1997-99 között visszakerült Washingtonba, ahol az Egyesített Vezérkar igazgatójának (később vezérkari főnökének), Henry Shelton tábornoknak volt asszisztense. 1999-ben már mint dandártábornok került vissza a 82. hadosztályhoz hadműveletekért felelős parancsnokhelyettesként, majd ideiglenesen a parancsnoki tisztet is betöltötte. A 82. hadosztállyal szolgált Kuvaitban az Operation Desert Spring hadművelet keretében.

### 2000 után
A 82. hadosztály után 2000-2001-ben a XVIII. légiszállítású hadtest vezérkari főnökeként szolgált. 2000-ben szenvedte el élete második nagy sérülését: egy szabadidős ejtőernyős ugrás során alacsony magasságban az ernyő összeomlott és Petraeus medencecsontja összetört a földetéréskor. Felépülése után, 2001-ben javasolták előléptetését vezérőrnaggyá. 2001-2002-ben 10 hónapig Bosznia-Hercegovinában szolgált az Operation Joint Forge keretében, ahol a NATO SFOR helyettes vezérkari főnöke, illetve az amerikai Egyesített Antiterrorista Harccsoport (U.S. Joint Interagency Counter-Terrorism Task Force)helyettes parancsnoka volt. 2004-ben előléptették altábornaggyá, majd 2007-ben négycsillagos tábornokká.
2008. április 23-án jelentette be Robert Gates amerikai védelmi miniszter, hogy George W. Bush elnök Petraeust kinevezte a floridai Tampában található Központi Parancsnokság (U.S. Central Command, CENTCOM) élére. Kinevezését 2010. június 30-án hagyta jóvá az amerikai törvényhozás felső háza.

### Központi Parancsnokság (2008–2010)
A Központi Parancsnokság parancsnokaként Petraeus az Egyiptom és Pakisztán közötti, 20 országot felölelő térségben folyó amerikai katonai hadműveletek legfőbb irányítója lett, beleértve az iraki és afganisztáni háborút is. A terroristaellenes hadműveletekre vonatkozóan Petraeus egy új irányvonalat szorgalmazott, mert nem tartotta elegendőnek az antiterrorista különleges erők bevetését, hanem átfogóbb, katonai és politikai erőforrásokat is mozgósító megközelítést javasolt. Egy 2009-es interjújában kifejtette, hogy támogatja Obama elnök afganisztáni rendezési elképzelését és kifejtette, hogy a hétköznapi emberek szintjén is szükség van a megbékélésre.
2009 augusztusában létrehozott egy afgán-pakisztáni hírszerzési kompetenciaközpontot (Afghanistan-Pakistan Center of Excellence), amelyenek az lett a feladata, hogy a CENTCOM felelősségi körébe tartozó afganisztáni és pakisztáni amerikai hadműveleteket összehangolt, integrált és fókuszált hírszerzési információkkal és elemzésekkel támogassa.
2010 márciusában egy szenátusi meghallgatás során azt nyilatkozta, hogy a folytatódó izraeli-paleszin konfliktus veszélyt jelent az Egyesült Államok térségbeli érdekei számára és az Izraelnek nyújtott amerikai támogatás Amerika-ellenes érzelmeket kelt. Kijelentését széles körben idézték és elemezték. Egy későbbi interjúban Petraeus azt mondta, hogy nyilatkozatát „ízekre szedték és felforgatták”, mivel szerinte számos akadály van még a közel-keleti béke útjában, beleértve „egy csomó szélsőséges szervezetet, amelyek közül néhány tagadja Izrael állam létezéshez való jogát. Van egy, atomprogrammal rendelkező ország, amely tagadja a Holokausztot. Szóval van jópár tényező. Ez (azaz Izrael) csak az egyik.”

### Afganisztán (2010–2011)

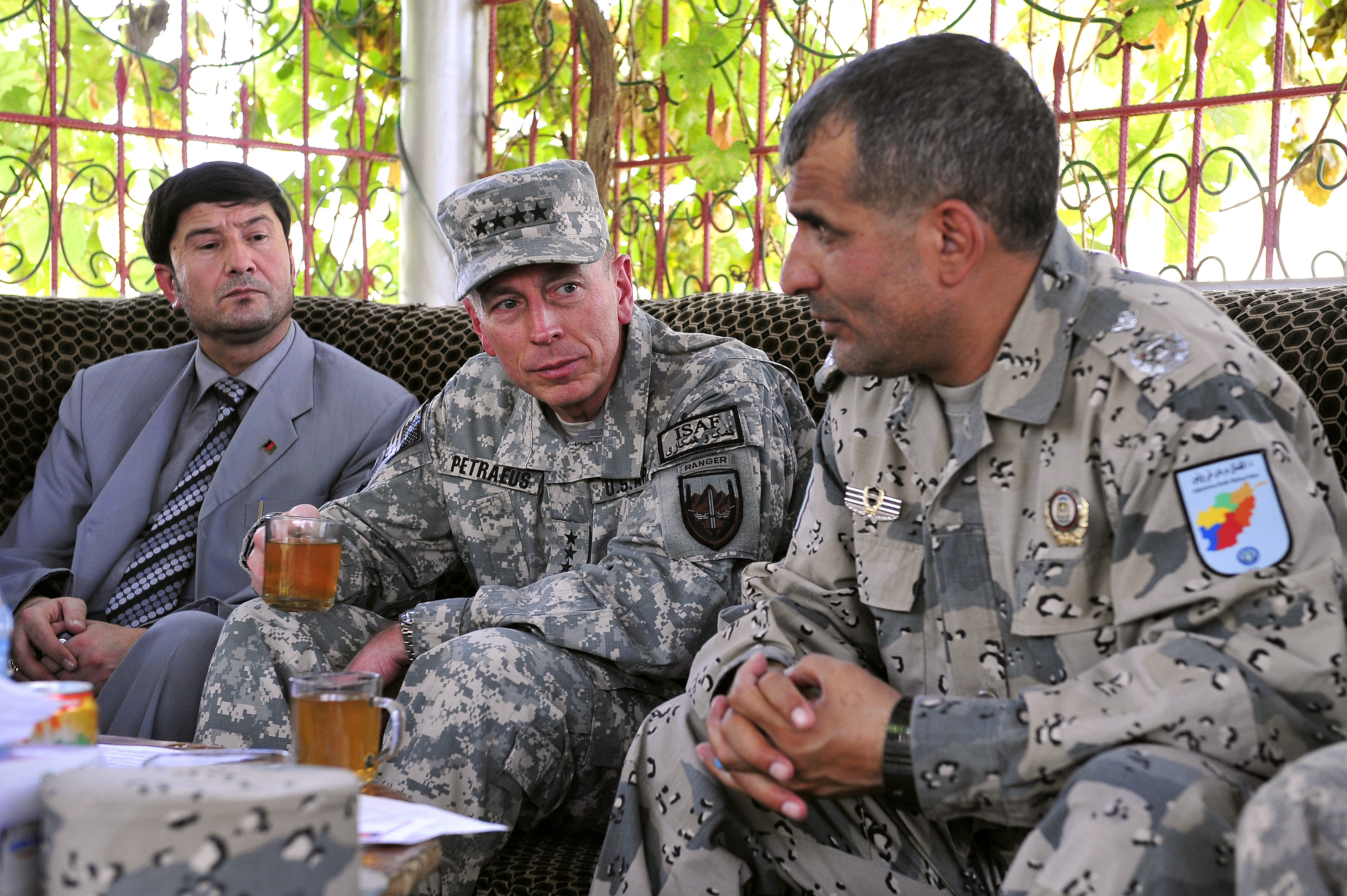
Petraeus az Afgán Határőrség parancsnokával teázik az üzbég határ közelében.

2010. június 23-án Obama elnök bejelentette, hogy az afganisztáni amerikai erők parancsnoki posztjára nevezte ki Petraeust a távozó Stanley McChrystal tábornok után. A parancsnokváltást McChrystal tábornoknak az Obama-adminisztrációra és afganisztáni politikájára tett megjegyzései váltották ki, amelyeket a  Rolling Stone magazinnak adott interjúban tett. A kinevezést elvileg visszalépést jelentett Petraeusnak, aki így a Központi Parancsnokság alárendeltje lett, de Obama szerint „ő a legmegfelelőbb ember a posztra”. Szenátusi megerősítése után július 4-én vette át az irányítást.
Augusztus 1-jén kiadta első harcászati direktíváját, amely az amerikai csapatok számára útmutatást adott a polgári áldozatok megelőzésére a hadműveletek során. A direktíva lényegét „az erő fegyelmezett alkalmazása az afgán fegyveres erőkkel való együttműködésben” adja a felkelőkkel vívott harc során.

„Nem szabad elfelednünk, hogy az afgán nép áll a küzdelem középpontjában, mert végül rajtuk múlik Afganisztán jövője...A tűzparancs kiadása előtt a parancsnoknak meg kell győződnie, hogy nincsenek polgári lakosok a térségben. Amennyiben ezt nem lehet egyértelműen eldönteni, tilos tüzet nyitni.”

2011 márciusában Petraeus bocsánatot kért az afgánoktól, miután egy helikopterrel végrehajtott támadás során 9 fiú meghalt és egy tizedik megsérült. Nyilatkozatában Petraeus bocsánatot kért az afgán kormány tagjaitól, az afgán néptől és az áldozatok hozzátartozóitól, mondván: Ezek a halálesetek soha nem következhettek volna be. 2011. július 18-án mondott le parancsnoki tisztségéről és visszatért az Egyesült Államokba.

### Leszerelése és polgári pályafutása

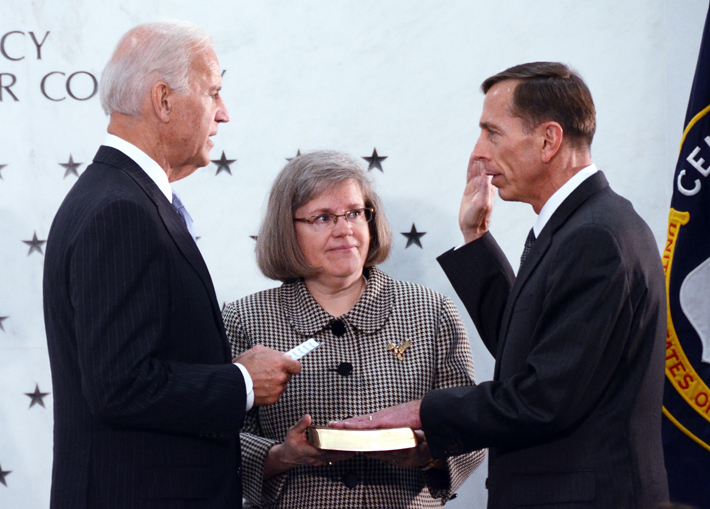
Petraeus leteszi hivatali esküjét a Központi Hírszerző Ügynökség (CIA) központjában. A Bibliát felesége, Holly tartja; szemben Joe Biden alelnök áll.

Petraeus 2011. augusztus 31-én szerelt le a hadseregtől, miután 2011 áprilisában Obama elnök kinevezte a Központi Hírszerző Ügynökség vezetőjének és június 30-án a szenátus ellenszavazat nélkül megerősítette kinevezését. Petraeus szeptember 8-án előbb a Fehér Házban Obama elnök, majd a CIA langley-i központjában Joe Biden alelnök előtt tette le hivatali esküjét. Elődjéhez (Leon Panetta a védelmi minisztérium élére került) képest Petraeus sokkal visszafogottabb volt, nem adott interjúkat és a kongresszusi bizottságokban is csak zárt ülésen nyilatkozott. Munkastílusuk is különbözött: a New York Times-ban megjelent cikk szerint Panetta jóban volt beosztottjaival és nem figyelt oda a részletekre, míg Petraeus sokkal többet megkövetelt beosztottjaitól és nem habozott még egyszer elvégeztetni a rossz minőségű munkákat vagy kiigazítani a tervek egyes részleteit.
Bár a legtöbb külső elemző jónak minősítette a CIA élén végzett munkáját, 2012 októbere során mégis számos kritika érte a bengázi amerikai konzulátus épületét ért, négy halálos áldozatot követelő támadás után. A kritikusok nagy része azt kifogásolta, hogy a CIA nem hozott nyilvánosságra megbízható információkat a szeptember 11-én végrehajtott támadással kapcsolatban, amelyben életét vesztette Christopher Stevens nagykövet is. A konzulátus épületéből kimenekített több mint 30 személyből csak heten nem dolgoztak a CIA-nak. A támadás éjszakáján Hillary Clinton amerikai külügyminiszter telefonon kért segítséget Petraeustól, mivel a Külügyminisztérium és a CIA nem hangolták össze, hogy kinek a felelőssége a követség biztosítása.

## Botránya

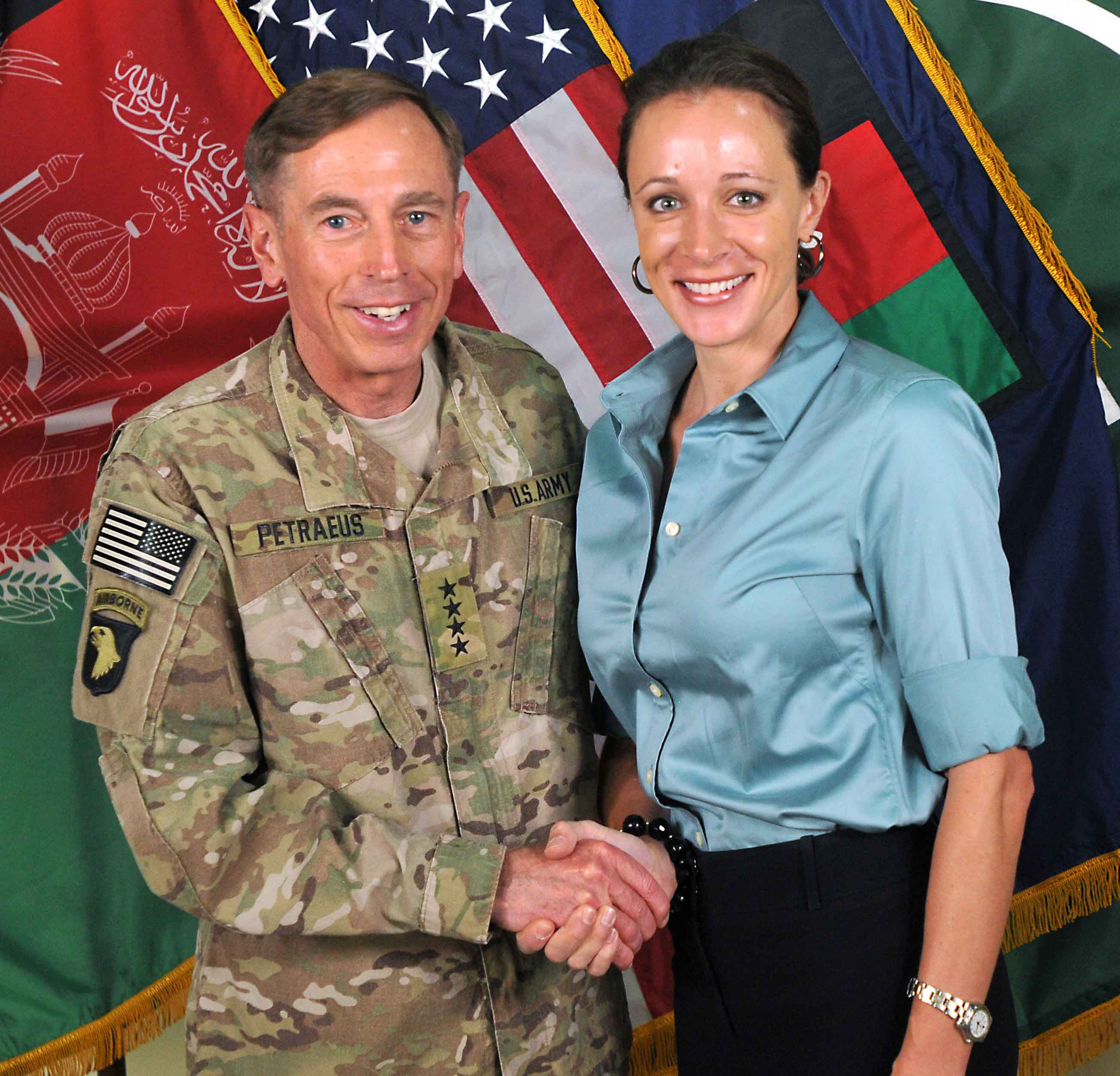
David Petreaus és Paula Broadwell 2011 júliusában

Petraeus ismerőse, Steven Boylan szerint 2011 végén kezdődhetett Petraeus és Paula Broadwell között a házasságtörő viszony, de Petraeus és Broadwell már korábban ismerték egymást. Paula Broadwell ekkor Petraeus életrajzi könyvét (All In: The Education of General David Petraeus) írta.
Petraeus állítólag 2012 nyarán vetett véget a viszonynak, nagyjából akkor, amikor megtudta, hogy Broadwell zaklató e-maileket küldött Petraeusék egyik régi családi barátjának, Jill Kelleynek.
Kelley és férje a floridai Tampa város társasági életében jelentős szerepet töltöttek be, rendszeresen nagy partikat adtak a támaszpont magas rangú tisztjeinek. Kelley a fenyegető üzenetekkel felkereste a helyi FBI iroda egyik alkalmazottját, személyes ismerősét és az Iroda segítségét kérte. Az FBI nyomozói hamarosan kiderítették, hogy Broadwell küldte az e-maileket (az általa használt névtelen e-mail fiókot visszakövették ugyanarra az IP-címre, amit hivatalos levelezésében is használt) és a nyomozóknak az is feltűnt, hogy intim hangú levelezést folytatott egy, Petraeushoz köthető e-mail fiókban. A nyomozók ekkor még arra gyanakodtak, hogy valaki feltörte ezt a fiókot vagy Petraeusnak adta ki magát. A nyomozás feltárta, hogy Petraeus és Broadwell az egymásnak írt leveleket nem küldték el, hanem a Piszkozatok (Drafts) mappában mentették el – ami a terroristák egyik kedvelt módszere a rejtett üzenetváltásra.
Bár Eric Holder főügyészt aránylag hamar, 2012 nyarán tájékoztatták az FBI nyomozás eredményeiről, Petraeus felettese, James R. Clapper nemzeti hírszerzési főnököt csak november 6-án tájékoztatták. Clapper még aznap este felhívta Petraeust és arra kérte, hogy mondjon le. Clapper a rákövetkező napon tájékoztatta a Fehér Házat, de Obama elnök csak november 8-án értesült erről. Ekkor a Fehér Házba rendelte Petraeust, aki felajánlotta lemondását.
David Petraeus 2012. november 8-án Barack Obama amerikai elnöknek írt levelében lemondott. Lemondását az elnök másnap elfogadta.